# Julia Calvo
Julia Calvo (Buenos Aires, 2 marzo 1961) è un'attrice, regista teatrale e docente argentina.
È conosciuta principalmente per i ruoli televisivi come in Padre Coraje, Alma pirata, Teen Angels e Cata e i misteri della sfera e per quelli teatrali nelle rappresentazioni La tempestad, Emma Bovary, Chicas Católicas, Piaf e Manzi la vida en Orsai, per i quali ha anche vinto alcuni premi nel suo paese natale.

## Biografia

### Primi anni
Nasce nel 1961, inizia la carriera di recitazione durante il terzo grado scolastico. In questa occasione, fu contattata per prendere parte ad uno spettacolo durante il "Giorno del Maestro". Successivamente, studia disegno pubblicitario, ma lascia per intraprendere il percorso d'attrice.
Dal 1970 ha dei ruoli minori in alcuni lungometraggi argentini. Nel 1981 entra alla "Escuela Nacional de Arte Dramático" di Buenos Aires e si laurea nel 1985. Tuttora insegna in questa scuola.
Nel 1992 partecipa a teatro all'opera Casi no te conozco, Buenos Aires e dal 1997 al 1999 è una delle protagoniste dello spettacolo La tempestad che ha girato per l'Argentina, Costa Rica e con una tappa a Lisbona. La sua recitazione fu giudicata positivamente. Nei cinema, invece, era disponibile il film Carlos Monzón, el segundo juicio nel cui cast troviamo la Calvo in un ruolo secondario. Negli anni 90 crea anche il gruppo teatrale "El Teatrito" insieme a Jorge Suárez, Alicia Muxo e Eduardo Gondel.

### Anni duemila
Nel 2000 debutta in televisione con Chabonas, due anni dopo partecipa ad un episodio della serie poliziesca 099 central e per tre in Soy gitano. Recita in teatro nell'opera Gris de Ausencia per il progetto "Teatrísimo 2002". L'anno successivo ottiene un ruolo nella telenovela Padre Coraje nel ruolo di Messina Cortese per il quale ottiene un Premio Martín Fierro come miglior attrice non protagonista. Collabora insieme a Julieta Díaz per la rappresentazione teatrale Emma Bovary che viene giudicata dalla critica molto buona e Julia vince un Premio ACE.
Interpreta Elena in Una familia especial, Silvia nella puntata 'Brujas incautas y falsa mujer' del poliziesco Mujeres asesinas e Marta nella seconda stagione di Flor - Speciale come te; tutte nel 2005. Insieme ad Arturo Bonín e Stella Galazzi partecipa a Levantar Fierro con repliche dal 2005 al 2011, così come per Chicas Católicas, stavolta con Verónica Llinás, Fabiana García Lago e Maju Lozano. Il quotidiano lodò la sua recitazione insieme a quella della Lago, affermando: "Julia Calvo, eccellente attrice comica, reagisce in modo eccessivo alla frenesia, con l'approvazione forte da parte del pubblico". Inoltre, partecipa alla edizione del 2005 di "Teatrísimo" con La zapatera prodigiosa di Federico García Lorca e a quella del 2009 con La gaviota.
È Carlota "Charly" Troglio per la telenovela Alma pirata di Cris Morena. Dal 2007 al 2009 collabora sempre con Morena per le prime tre stagioni di Teen Angels, dove impersona Justina e Felicitas, ruolo che viene ripreso anche nell'adattamento teatrale. Alla fine del 2009 lascia lo sceneggiato per entrare nel cast di Alguien que me quiera.

### Anni duemiladieci
Appare nell'unico episodio del programma Revelaciones e riprende il ruolo di Justina nell'ultimo episodio della quarta stagione di Teen Angels. Sempre nel 2010, recita nel musical "Piaf" per il quale si aggiudica un Premio Hugo. La sua recitazione viene commentata come "brillante" dal quotidiano La Nación. Fino al 2011 partecipa anche alla versione argentina di Aggiungi un posto a tavola intitolata El diluvio que viene, opera che si aggiudica quattro premi al Premio Estrella de Mar per un totale di nove candidature. Tra i riconoscimenti ricevuti c'è quello alla Calvo che vinse in una delle categorie. Le repliche si sono prolungate anche nel 2012.
Nel 2011 è nel cast principale della telenovela Cuando me sonreís come Roberta Ríos, fa una partecipazione speciale per le serie La dueña e una nel nono episodio di Historia clínica. Prende parte alla rappresentazione La pulga en la oreja, Primeras Damas del Musical e Las Brujas de Salem.
Tra il 2013 e il 2014 recita in televisione nelle serie Combatientes e Qitapenas. In teatro è una delle protagoniste del musical Manzi la vida en Orsai per il quale ha vinto qualche premio e partecipa alla telenovela Cata e i misteri della sfera.

## Regia
È anche una conosciuta regista teatrale. Nel 1998 vince due premi per la regia di Trabajos de amor perdido.
Ha poi diretto lo spettacolo Hasta que la muerte nos separe tra il 2001 e il 2002. L'anno successivo, Julia è alla direzione artistica di El Avaro con b corta insieme a Claudio Martinez Bel, con una buona risposta da parte del pubblico. 
Nel maggio del 2014 è alla regia di Bisnietas. Herederas del viento, presentato al Teatro Cervantes.

## Filmografia

### Attrice

#### Cinema
- Los mochileros, regia di Emilio Vieyra (1970)
- Caballos salvajes, regia di Marcelo Piñeyro (1990)
- Carlos Monzón, el segundo juicio, regia di Gabriel Arbós (1996)
- 1999, regia di Ignacio Masllorens (2003)
- Ciudad en celo, regia di Hernán Gaffet (2006)
- Il cuore lo sa (Corazón delator), regia di Marcos Carnevale (2025)

#### Televisione
- Chabonas - serie TV (2000)
- 099 central - serie TV (2002)
- Soy gitano - serial TV (2003)
- Padre Coraje - serial TV (2004)
- Una familia especial - serie TV (2005)
- Mujeres asesinas - serie TV (2005)
- Flor - Speciale come te (Floricienta) - serial TV (2005)
- Alma pirata - serial TV (2006)
- Teen Angels (Casi Ángeles) - serial TV (2007-2010)
- Revelaciones - serie TV (2009)
- Alguien que me quiera - serial TV (2010)
- Cuando me sonreís - serial TV (2011)
- La dueña - serie TV (2012)
- Historia clínica - serie TV (2013)
- Combatientes - serie TV (2013)
- Qitapenas - serie TV (2013)
- Cata e i misteri della sfera (Señales del fin del mundo) - serial TV (2013-2014)
- Doce casas - serie TV (2014)
- Junior Express - serie TV (2014)
- La Leona - serial TV (2016)
- Golpe al corazón - serial TV (2017-2018)
- Argentina, tierra de amor y venganza - serial TV (2019)

### Regista

#### Teatro
- Hasta que la muerte nos separe (2001-2002)
- El enfermo imaginario (2002)
- El Avaro con b corta (2002-2003)
- Lluvia (2005)
- Bisnietas. Herederas del viento (2014)
- Conquistadoras (2014)

## Teatro

### Attrice
- Otelo, diretto da Eduardo Gondell (1991)
- Casi no te conozco, Buenos Aires, diretto da Francisco Javier (1992-1993)
- La tempestad, diretto da Claudio Hochman (1997-1998)
- Las alegres mujeres de Shakespeare, diretto da Claudio Hochman (1999)
- Claudio Hochman, diretto da Claudio Hochman (2000)
- El señor Puntila y su criado Matti, diretto da Claudio Hochman (2001)
- Gris de Ausencia, diretto da Alicia Zanca (2002)
- Emma Bovary, diretto da Ana María Bovo (2004-2005)
- Levantar fierro, diretto da Tatiana Santana (2005-2011)
- Chicas Católicas, diretto da Alicia Zanca (2005-2011)
- La zapatera prodigiosa, diretto da Alicia Zanca (2005)
- Casi ángeles en el Gran Rex, diretto da Cris Morena (2007-2009)
- La gaviota, diretto da Alicia Zanca (2009)
- Doña Disparate y Bambuco, diretto da Juan Bautista Carreras (2009-2011)
- Piaf, diretto da Jamie Lloyd (2009-2010)
- El diluvio que viene, diretto da Manuel González Gil (2010-2013)
- La Pulga en la Oreja, diretto da Alicia Zanca (2011)
- Primeras Damas del Musical, diretto da Pablo Gorlero, Ricky Pashkus (2011-2013)
- Las Brujas de Salem, diretto da Marcelo Cosentino (2012)
- Manzi la vida en Orsai, diretto da Betty Gambartes (2013-2014)
- Sombras, diretto da Jorge Azurmendi (2014)
- Mujeres tenían que ser, diretto da Erika Halvorsen (2014)
- Damas & Sres del Musical, diretto da Pablo Gorlero, Ricky Pashkus (2015)
- El Violinista en el Tejado, diretto da Gustavo Zajac (2018)
- Despues de casa de muñecas, diretto da Javier Daulte (2019)

## Riconoscimenti
- Premio Encontronazo
  - 1998 – Candidatura come miglior spettacolo e miglior regia per Trabajos de amor perdido[32]
- Festa Nazionale del Mar
  - 1998 – Candidatura come miglior spettacolo e miglior regia per Trabajos de amor perdido[32]
- Premio ACE
  - 2000 – Miglior recitazione non protagonista in commedia per Trabajo de amor perdido"[2]
  - 2004 – Miglior attrice non protagonista in dramma per Emma Bovary[12][35]
  - 2013 – Attuazione femminile in musical per Manzi, la vida en Orsai[29]
- Premio Martín Fierro
  - 2004 – Miglior attrice non protagonista in dramma per Padre Coraje[10]
- Premio Teatro del Mundo
  - 2004 – Attuazione femminile per Emma Bovary[36]
- Premio Hugo
  - 2010 – Miglior attuazione femminile non protagonista in musicale per Piaf[22]
- Premio Estrella de Mar
  - 2011 – Attuazione femminile non protagonista per El diluvio que viene[24][25]
- Premio Florencio Sánchez
  - 2013 – Miglior attrice in musical per Manzi, la vida en Orsai[30]

## Doppiatrici italiane
Nelle versioni in italiano delle opere in cui ha recitato, Julia Calvo è stato doppiata da:
- Elisabetta Cesone in Cata e i misteri della sfera.
- Antonella Rinaldi in Teen Angels
- Daniela Abbruzzese in Il cuore lo sa